# Schronisko na Skupowej
Schronisko PTT na Skupowej – nieistniejące obecnie schronisko turystyczne położone na wysokości 1300 m n.p.m., na północny zachód od szczytu Skupowej (1583 m n.p.m.) (Połoniny Hryniawskie) na terenie przysiółka Bereźniak.

Obiekt powstał w 1935 roku i był prowadzony przez oddział Polskiego Towarzystwa Tatrzańskiego w Kosowie. Dysponował 20 łóżkami.

## Szlaki turystyczne w 1936 r.
Szczyt Skupowej był ważnym węzłem szlaków turystycznych. Zbiegały się tu następujące szlaki:
- z Żabiego przez Krętą (1332 m n.p.m.) oraz Żmijeński (1383 m n.p.m.),
- z Jawornika lub Zełeny nad Czarnym Czeremoszem,
- z Watonarki (1275 m n.p.m.) przez Ludową (1466 m n.p.m.) i Małe Stopnie,
- z Szykmanów przez Uhyrszczyn (1275 m n.p.m.) i Małe Stopnie,
- z Hryniawy grzbietem Hromowicy, następnie przez Małe Stopnie,
- z Fereskuła lub Hryniawy przez Płaik (1228 m n.p.m.),
- z Krasnoiły przez Perechrestne (990 m n.p.m.), Markową Kiczęrę (911 m n.p.m.) oraz Płaik lub też przez Horowy (903 m n.p.m.),
- z Uścieryków przez Huptyń (887 m n.p.m.), Perechrestne, Markową Kiczerę oraz Płaik.